# 漆戸靖治
漆戸 靖治（うるしど せいじ、1933年7月23日 - 2020年7月23日）は、BS日本代表取締役相談役、BSデジタル放送推進協会理事長。東京都出身。2008年6月27日より日本テレビ常勤監査役就任。

## 学歴
- 東京大学文学部卒業。

## 職歴
- 1957年4月1日 - 日本テレビ入社。編成局次長→営業局局長を歴任。
- 1985年4月1日 - 日本テレビ取締役営業局長。
- 1986年4月1日 - 日本テレビ取締役編成局長。
- 1991年4月1日 - 日本テレビ常務取締役。
- 1994年4月1日 - 日本テレビ専務取締役。
- 1997年4月1日 - 日本テレビ代表取締役副社長。
- 1998年12月2日 - BS日本代表取締役社長。
- 2008年6月27日 - 日本テレビ常勤監査役。

## 映画製作
- わが愛の譜 滝廉太郎物語
- 魔女の宅急便
- おもひでぽろぽろ
- 紅の豚
- 家なき子
- 四十七人の刺客
- 平成狸合戦ぽんぽこ
- ルパン三世 くたばれ!ノストラダムス
- 耳をすませば
- ルパン三世 DEAD OR ALIVE
- Shall we ダンス?
- 香港大夜総会・タッチ&マギー
- あぶない刑事リターンズ
- 秋桜
- もののけ姫
- 金田一少年の事件簿 上海魚人伝説
- 卓球温泉
- あぶない刑事フォーエヴァー THE MOVIE
- Coo 遠い海から来たクー

## 同期入社
- 福田陽一郎 - 1973年に日本テレビ退社。以後はフリーディレクターとして活躍した。2010年に死去。